# Lenne
Lenne település Németországban, azon belül Alsó-Szászország tartományban. Lakosainak száma 672 fő (2023. december 31.).

## Népesség
A település népességének változása:
| Lakosok száma | 675  | 650  | 647  | 649  | 652  | 674  | 672  |
|               | 2014 | 2016 | 2017 | 2019 | 2021 | 2022 | 2023 |